# Olympische Winterspiele 2002/Teilnehmer (Türkei)
| Gelbes Symbol für Goldmedaillen mit stilisierten Olympischen Ringen | Graues Symbol für Silbermedaillen mit stilisierten Olympischen Ringen | Braundes Symbol für Bronzemedaillen mit stilisierten Olympischen Ringen |
| ------------------------------------------------------------------- | --------------------------------------------------------------------- | ----------------------------------------------------------------------- |
| —                                                                   | —                                                                     | —                                                                       |

Die Türkei nahm an den Olympischen Winterspielen 2002 im US-amerikanischen Salt Lake City mit drei Athleten in zwei Sportarten teil.

## Flaggenträger
Der Skirennläufer Atakan Alaftargil trug die Flagge der Türkei während der Eröffnungsfeier im Rice-Eccles Stadium.

## Sportarten

### Ski Alpin
| Männer - Atakan Alaftargil Slalom: 32. Platz |

### Skilanglauf
| Frauen - Kelime Çetinkaya Sprint: 56. Platz 10 km Verfolgung: 67. Platz | Männer - Sabahattin Oğlago Sprint: 60. Platz 30 km Freistil: DNF |